# Brynden Trawick
Brynden George Trawick (* 23. Oktober 1989 in Marietta, Georgia) ist ein US-amerikanischer American-Football-Spieler in der National Football League (NFL). Er spielte zuletzt für die Baltimore Ravens als Safety und kommt vor allem in den Special Teams zum Einsatz.

## College
Trawick besuchte zunächst die Michigan State University, wechselte aber nach zwei Jahren, da er bei deren Team, den Spartans, nur sehr wenig zum Einsatz kam, zunächst an das Northeast Mississippi Community College und dann weiter an die Troy University. Er spielte für die dortigen Trojans von 2011 bis 2012 College Football und  konnte in 24 Partien insgesamt 206 Tackles setzen und drei Interceptions erzielen. Außerdem gelang ihm ein Touchdown.

## NFL

### Baltimore Ravens
Trawick fand beim NFL Draft 2013 keine Berücksichtigung, wurde aber kurz darauf von den Baltimore Ravens als Free Agent unter Vertrag genommen. In den ersten drei Spielen der Saison kam er in den Special Teams zum Einsatz, wurde dann allerdings aus dem Team entlassen, am Tag darauf in den Practice Squad übernommen, um nach einem Monat wieder aktiviert zu werden. Nach drei weiteren Partien war für ihn seine Rookie-Saison mit einer Knöchelverletzung zu Ende.
2014 konnte er sich weiter als Special Teamer profilieren und kam auch zu ersten Einsätzen im Defensive Backfield der Ravens. 2015 lief er zum ersten und bislang einzigen Mal in seiner Profikarriere als Starter auf. Mit neun Tackles führte er die Special-Teams-Statistik seines Teams an.

### Oakland Raiders
2016 wechselte er zu den Oakland Raiders. Auch bei seinem neuen Team wurde er vor allem als Special Teamer aufgeboten und kam hier zu insgesamt 14 Tackles. Er lief aber auch in 15 Partien als Safety auf, kam hier aber nur zu Kurzeinsätzen.

### Tennessee Titans
2017 unterschrieb Trawick bei den Tennessee Titans einen Zweijahresvertrag in der Höhe von 4,75 Millionen US-Dollar. Wiederum waren vor allem seine Fähigkeiten in den Special Teams gefragt. Während er in der Defense die ganze Saison über nur bei vier Snaps eingesetzt wurde, war er bei 399 Special-Teams-Spielzügen auf dem Feld, öfter als jeder anderer Spieler der Liga.
Mit seinen 17 Special-Teams-Tackles wurde er auch erstmals in den Pro Bowl berufen.

### Baltimore Ravens
Am 1. August 2019 gaben die Ravens die Rückkehr Trawicks ins Team der Ravens bekannt.